# Jan Kasznica
Jan Władysław Kasznica (ur. 4 marca 1912 we Lwowie, zm. we wrześniu 1939 pod Laskami) – polski wojskowy rezerwy.

## Życiorys
Potomek posła Antoniego Trębickiego, syn profesora Stanisława Kasznicy i Amelii z Malawskich, młodszy brat działacza NSZ Stanisława Kasznicy.
Przyszedł na świat we Lwowie, gdzie wówczas mieszkali jego rodzice. Mieszkał następnie w Warszawie i w Poznaniu. Ukończył Liceum Ogólnokształcące im. Karola Marcinkowskiego, a następnie Wydział Rolnictwa Uniwersytetu Poznańskiego i podjął tam pracę na stanowisku asystenta.
Należał wraz z bratem Stanisławem Kasznicą do Polskiej Korporacji Akademickiej Helionia w Poznaniu. W roku akademickim 1934/35 pełnił funkcję prezesa Korporacji.
Zmobilizowany w sierpniu 1939, w stopniu podporucznika brał udział w kampanii wrześniowej, służąc jako dowódca I plutonu 3 baterii w 7 dywizjonie artylerii konnej w składzie Wielkopolskiej Brygady Kawalerii pod dowództwem gen. Romana Abrahama. W armii gen. Tadeusza Kutrzeby walczył w bitwie nad Bzurą. Zginął pod Laskami w czasie przebijania się do stolicy i został pochowany na cmentarzu w Laskach. Ciało zidentyfikowano dopiero podczas ekshumacji w latach 60. XX wieku.
Za udział w kampanii wrześniowej został odznaczony Krzyżem Srebrnym Orderu Virtuti Militari.